# Каприати, Дженнифер
Дженнифер Мэри Каприа́ти (англ. Jennifer Marie Capriati; род. 29 марта 1976, Нью-Йорк) — профессиональная американская теннисистка; бывшая первая ракетка мира; Трёхкратная победительница турниров Большого шлема в одиночном разряде; олимпийская чемпионка летних Олимпийских игр 1992 года; победительница 15 турниров WTA (из них 14 в одиночном разряде); трёхкратная обладательница Кубка Федерации (1990, 1996, 2000) в составе национальной сборной США; победительница четырёх юниорских турниров Большого шлема (из них два в одиночном разряде). Член Международного зала теннисной славы с 2012 года.

## Биография

### Детство
Дженнифер познакомилась с теннисом, когда едва умела ходить. В теннис её привёл отец — Стефано Каприати (итальяно-американский боксёр), который позже переклассифицировался в теннисного тренера и тренировал Каприати во время её профессиональной карьеры.
В 1986 году, когда теннисный талант Дженнифер стал очевидным, семья Каприати переехала во Флориду, где десятилетняя девочка стала тренироваться по программе, созданной Джимми Эвертом, отцом Крис Эверт.

### Первые титулы
В 1989 году, в возрасте 13 лет и 2 месяцев, Каприати стала самой молодой победительницей Открытого чемпионата Франции по теннису среди юниоров в одиночном разряде. Этот рекорд был побит Мартиной Хингис в 1992 году, когда Мартине было 12. Также Каприати выиграла одиночные и парные разряды среди юниоров на Уимблдонском турнире и Открытом чемпионате США в паре с Мередит Макграт.
Каприати стала профессионалом 5 марта 1990 года, за три недели до своего 14-летия. К этому моменту за её успехами следили все ведущие американские СМИ, предсказывавшие, что она станет новой Крис Эверт (спортивные агентства и производители теннисной формы и снаряжения начали добиваться её внимания ещё раньше — в девять лет). Специально для того, чтобы допустить её к участию в этом турнире, Женская теннисная ассоциация (WTA) внесла изменения в свой устав, известные как «Правила Каприати». Согласно этим поправкам, хотя теннисисткам запрещалось выступать в турнирах WTA до достижения 14-летнего возраста, исключение делалось для турниров, проходящих в том же месяце, когда теннисистке исполняется 14 лет. Таким образом, Каприати, которой исполнялось 14 лет 29 марта, смогла принять участие в турнире, начинавшемся 5 марта в Бока-Ратоне (Флорида). Она выиграла у четырёх сеяных игроков (в том числе у трёх теннисисток из первой двадцатки рейтинга) и проиграла Габриэле Сабатини в финале, будучи самой молодой участницей соревнования. Несмотря на проигрыш, она попала на обложку журнала «Sports Illustrated» той недели.
В своём втором турнире основного профессионального тура — Lipton International в Майами — она выглядела не столь убедительно. Уже во втором круге её соперница Патти Фендик, направлявшая большую часть своих ударов под закрытую ракетку Каприати, сумела убедительно повести в счёте, но повредила ногу и не смогла завершить игру. В четвёртом круге Каприати проиграла в двух сетах 130-й ракетке мира Натали Эрреман. После этого она должна была выступать в Мемфисе на турнире в Хьюстоне, но по соображениям рекламного характера руководство WTA добилось замены турнира — Каприати поставили в основную сетку транслируемого по кабельному телевидению Family Circle Cup в Хилтон-Хеде. Семья Каприати согласилась на этот перенос только при условии, что Дженнифер также будет гарантировано место в основной сетке Открытого чемпионата Италии, на чём настаивал её основной спонсор — итальянская компания Diadora. В Хилтон-Хеде Каприати разгромила Аранчу Санчес в третьем круге и Наталью Звереву в полуфинале, испытав лишь временные затруднения в четвертьфинале против канадки Хелен Келеси. В финале, однако, Мартина Навратилова, взбешённая ажиотажем вокруг 14-летней соперницы (телеоператор NBC, спешивший на корт вслед за Каприати, едва не сбил её с ног), убедительно её переиграла со счётом 6-2, 6-4.
На Открытом чемпионате Италии Каприати впервые оказалась в центре скандала. На вопрос журналиста на послематчевой конференции о её худшем впечатлении за первые два месяца профессиональной карьеры. Четырнадцатилетняя Дженнифер с улыбкой ответила, что худшим впечатлением этого периода для неё были сами журналисты, за что уже на следующий день её освистывали трибуны в матче с Лаурой Голарсой, а на очередной пресс-конференции ей пришлось извиняться и объяснять, что она неправильно выразилась. Каприати удалось дойти до четвертьфинала, где она проиграла в равной борьбе Сабатини — ещё одной этнической итальянке. В это же время её отец уволил тренировавшего Дженнифер Томми Томпсона, и USTA предоставила её нового тренера, оплачиваемого из средств самой ассоциации — Тома Галликсона. Через месяц пятым «взрослым» турниром Каприати стал Открытый чемпионат Франции. За первые два круга она отдала соперницам в общей сложности три гейма и дошла до полуфинала, став самой молодой полуфиналисткой за всё время проведения этого турнира. Ей было 14 лет и 2 месяца, и в полуфинале против неё 16-летняя Моника Селеш впервые выступала в ранге ветерана, одержав уверенную победу со счётом 6-2, 6-2. После окончания грунтового сезона, однако, её успехи были не столь велики; примером мог служить пред-Уимблдонский турнир в Истборне, где молодая американка во втором круге вела у своей соотечественницы Гретхен Мейджерс 6-2, 4-1, но проиграла 11 из последних 13 геймов; Мейджерс дошла до финала (четвёртого в карьере), уступив там Навратиловой. Дженнифер дошла до четвёртого круга как на Уимблдонском турнире, так и на Открытом чемпионате США. Свой первый титул в профессиональной карьере она завоевала в октябре в Сан-Хуане (Пуэрто-Рико). К окончанию сезона Дженнифер находилась на восьмой строчке мирового рейтинга.
В 1991 году Каприати дошла до полуфинала на Уимблдонском турнире и Открытом чемпионате США. Она стала самой молодой полуфиналисткой Уимблдона, в четвертьфинале обыграв Мартину Навратилову, действующую чемпионку. Каприати выиграла 2 титула в одиночном разряде и один в парном, сыграв с Моникой Селеш в Риме.
Наиболее ярким событием в её юниорской карьере стало олимпийское золото на летних Олимпийских играх 1992 года в Барселоне. В финале Дженнифер обыграла Штеффи Граф, которая была олимпийской чемпионкой 4 годами ранее, в Сеуле, со счётом 3-6, 6-3, 6-4.

### Персональные проблемы
В связи с давлением и надеждами, которые возлагали на Каприати, она проиграла в первом круге Открытого чемпионата США Лейле Месхи в 1993 году. Каприати взяла перерыв в играх, однако, скоро у неё появились личные проблемы и конфликты с законом. Она была замешана в магазинных кражах, а также арестована за хранение марихуаны в мае 1994 года. Каприати попыталась вернуться в тур на турнире в Филадельфии, где проиграла в первом же круге Анке Хубер. После этого не играла в течение 15 месяцев. Её аресты и связи с кражами, по цитате «Chicago Sun-Times», сделали её «идеальным примером перегоревшего спортсмена-вундеркинда».

### Возвращение на корт
Несмотря на то, что её карьера казалась завершённой, Каприати возвратилась на корт в феврале 1996 года, результатом чего стал рост и достижение первой строчки мирового рейтинга WTA. Однако во время этого роста было и несколько фальстартов. Лишь в мае 1999 года она наконец-то выиграла свой первый турнир за последние 6 лет. Это случилось в Страсбурге.
Примерно через 11 лет игры в туре, Каприати, наконец, совершила прорыв в Турнирах Большого Шлема. После пяти лет проигрышей на этих турнирах, Каприати, будучи 12-й сеяной, выиграла Открытый чемпионат Австралии в 2001 году, обыграв в финале первую ракетку мира на тот момент — Мартину Хингис со счётом 6-4, 6-3. На пути к финалу она обыграла четвёртую ракетку мира Монику Селеш в четвертьфинале, вторую ракетку — Линдсей Дэвенпорт в полуфинале. Пятью месяцами позже Дженнифер выиграла Открытый чемпионат Франции по теннису, обыграв в финале Ким Клейстерс со счётом 1-6, 6-4, 12-10. Она дошла до полуфинала и на Уимблдоне, и на Открытом чемпионате США, получив лучшие результаты на Больших шлемах в том году. В октябре 2001 года Каприати стала первой ракеткой мира.
Каприати выиграла свой третий чемпионский титул на Турнирах Большого Шлема в 2002 году. Это был Открытый чемпионат Австралии. В финале против Мартины Хингис она проигрывала 4-6 0-4, однако переиграла её в конечном итоге со счётом 4-6, 7-6, 6-2. Она отыграла четыре матч-бола в финале, что стало рекордным достижением.
В 2003 году она дошла до полуфинала на Открытом чемпионате США, где проиграла бельгийке Жюстин Энен в трёх партиях на тай-брейке. Встреча закончилась далеко за полночь, и после неё Энен потребовалась медицинская помощь из-за обезвоживания и измождения. В течение матча Каприати девять раз была в двух очках от победы.
Всего Каприати выиграла 14 одиночных титулов и 1 парный.
В январе Каприати сказала, что вряд ли вернётся на корт в 30 лет из-за операции, сделанной в 2005 году. Свой последний матч она сыграла в 2004 году в Филадельфии.

## Итоговое место в рейтинге WTA по годам
| Год  | Одиночный рейтинг | Парный рейтинг |
| 2004 | 10                |                |
| 2003 | 6                 |                |
| 2002 | 3                 | 166            |
| 2001 | 2                 | 68             |
| 2000 | 14                | 58             |
| 1999 | 23                | 199            |
| 1998 | 101               | 854            |
| 1997 | 66                |                |
| 1996 | 36                |                |
| 1993 | 9                 | 263            |
| 1992 | 7                 | 156            |
| 1991 | 6                 | 33             |
| 1990 | 8                 | 122            |

## Выступления на турнирах

### Финалы турниров Большого шлема в одиночном разряде (3)

#### Победы (3)
| №  | Год  | Турнир                           | Покрытие | Соперница в финале | Счёт           |
| 1. | 2001 | Открытый чемпионат Австралии     | Хард     | Мартина Хингис     | 6-4 6-3        |
| 2. | 2001 | Открытый чемпионат Франции       | Грунт    | Ким Клейстерс      | 1-6 6-4 12-10  |
| 3. | 2002 | Открытый чемпионат Австралии (2) | Хард     | Мартина Хингис     | 4-6 7-6(7) 6-2 |

### Финалы Олимпийских турниров в одиночном разряде (1)

#### Победы (1)
| №  | Год  | Турнир             | Покрытие | Соперница в финале | Счет        |
| 1. | 1992 | Барселона, Испания | Грунт    | Штеффи Граф        | 3-6 6-3 6-4 |

### Финалы турнировWTAв одиночном разряде (31)

#### Победы (14)
| Легенда:                    |
| --------------------------- |
| Турниры Большого шлема (3*) |
| Олимпиада (1)               |
| Итоговый турнир WTA (0)     |
| 1-я категория (2+1)         |
| 2-я категория (2)           |
| 3-я категория (5)           |
| 4-я категория (1)           |
| 5-я категория (0)           |

| Титулы по покрытиям | Титулы по месту проведения матчей турнира |
| ------------------- | ----------------------------------------- |
| Хард (8*)           | Зал (2)                                   |
| Грунт (4+1)         | Зал (2)                                   |
| Трава (0)           | Открытый воздух (12+1)                    |
| Ковёр (2)           | Открытый воздух (12+1)                    |

* количество побед в одиночном разряде + количество побед в парном разряде.
| №   | Дата            | Турнир                           | Покрытие | Соперник в финале     | Счёт            |
| 1.  | 28 октября 1990 | Дорадо, Пуэрто-Рико              | Хард     | Зина Гаррисон-Джексон | 5-7 6-4 6-2     |
| 2.  | 4 августа 1991  | Сан-Диего, США                   | Хард     | Моника Селеш          | 4-6 6-1 7-6(2)  |
| 3.  | 11 августа 1991 | Торонто, Канада                  | Хард     | Катерина Малеева      | 6-2 6-3         |
| 4.  | 8 августа 1992  | Олимпиада                        | Грунт    | Штеффи Граф           | 3-6 6-3 6-4     |
| 5.  | 30 августа 1992 | Сан-Диего, США (2)               | Хард     | Кончита Мартинес      | 6-3 6-2         |
| 6.  | 17 января 1993  | Сидней, Австралия                | Хард     | Анке Хубер            | 6-1 6-4         |
| 7.  | 22 мая 1999     | Страсбург, Франция               | Грунт    | Елена Лиховцева       | 6-1 6-3         |
| 8.  | 7 ноября 1999   | Квебек, Канада                   | Ковёр(i) | Чанда Рубин           | 4-6 6-1 6-2     |
| 9.  | 1 октября 2000  | Люксембург                       | Ковёр(i) | Магдалена Малеева     | 4-6 6-1 6-4     |
| 10. | 27 января 2001  | Открытый чемпионат Австралии     | Хард     | Мартина Хингис        | 6-4 6-3         |
| 11. | 22 апреля 2001  | Чарлстон, США                    | Грунт    | Мартина Хингис        | 6-0 4-6 6-4     |
| 12. | 10 июня 2001    | Открытый чемпионат Франции       | Грунт    | Ким Клейстерс         | 1-6 6-4 12-10   |
| 13. | 27 января 2002  | Открытый чемпионат Австралии (2) | Хард     | Мартина Хингис        | 4-6 7-6(7) 6-2  |
| 14. | 17 августа 2003 | Нью-Хейвен, США                  | Хард     | Линдсей Дэвенпорт     | 6-2 4-0 — отказ |

#### Поражения (17)
| №   | Дата            | Турнир                 | Покрытие | Соперник в финале   | Счёт           |
| 1.  | 11 марта 1990   | Бока-Ратон, США        | Хард     | Габриэла Сабатини   | 4-6 5-7        |
| 2.  | 8 апреля 1990   | Хилтон-Хед-Айленд, США | Грунт    | Мартина Навратилова | 2-6 4-6        |
| 3.  | 17 ноября 1991  | Филадельфия, США       | Ковёр(i) | Моника Селеш        | 5-7 1-6        |
| 4.  | 22 августа 1993 | Торонто, Канада        | Хард     | Штеффи Граф         | 1-6 6-0 3-6    |
| 5.  | 3 ноября 1996   | Чикаго, США            | Ковёр(i) | Яна Новотна         | 4-6 6-3 1-6    |
| 6.  | 12 января 1997  | Сидней, Австралия      | Хард     | Мартина Хингис      | 1-6 7-5 1-6    |
| 7.  | 5 ноября 2000   | Квебек, Канада         | Ковёр(i) | Чанда Рубин         | 4-6 2-6        |
| 8.  | 25 февраля 2001 | Оклахома-Сити, США     | Хард(i)  | Моника Селеш        | 3-6 7-5 2-6    |
| 9.  | 1 апреля 2001   | Майами, США            | Хард     | Винус Уильямс       | 6-4 1-6 6-7(4) |
| 10. | 13 мая 2001     | Берлин, Германия       | Грунт    | Амели Моресмо       | 4-6 6-2 3-6    |
| 11. | 19 августа 2001 | Торонто, Канада (2)    | Хард     | Серена Уильямс      | 1-6 7-6(7) 3-6 |
| 12. | 3 марта 2002    | Скоттсдейл, США        | Хард     | Серена Уильямс      | 2-6 6-4 4-6    |
| 13. | 31 марта 2002   | Майами, США (2)        | Хард     | Серена Уильямс      | 5-7 6-7(4)     |
| 14. | 18 августа 2002 | Монреаль, Канада (3)   | Хард     | Амели Моресмо       | 4-6 1-6        |
| 15. | 29 марта 2003   | Майами, США (3)        | Хард     | Серена Уильямс      | 6-4 4-6 1-6    |
| 16. | 27 июля 2003    | Станфорд, США          | Хард     | Ким Клейстерс       | 6-4 4-6 2-6    |
| 17. | 16 мая 2004     | Рим, Италия            | Грунт    | Амели Моресмо       | 6-3 3-6 6-7(6) |

### Финалы турнировWTAв парном разряде (2)

#### Победы (1)
| №  | Дата        | Турнир      | Покрытие | Партнёрша    | Соперницы в финале        | Счёт    |
| 1. | 12 мая 1991 | Рим, Италия | Грунт    | Моника Селеш | Николь Провис Элна Рейнах | 7-5 6-2 |

#### Поражение (1)
| №  | Дата         | Турнир                  | Покрытие | Партнёрша  | Соперницы в финале             | Счёт    |
| 1. | 21 июня 2003 | Истборн, Великобритания | Трава    | Маги Серна | Линдсей Дэвенпорт Лиза Реймонд | 3-6 2-6 |

### Финалы командных турниров (4)

#### Победы (3)
| №  | Год  | Турнир          | Команда                                              | Соперник в финале                                          | Счёт |
| 1. | 1990 | Кубок Федерации | США З. Гаррисон-Джексон, Дж. Каприати, Дж. Фернандес | СССР Н. Зверева, Л. Месхи, Л. Савченко-Нейланд             | 2-1  |
| 2. | 1996 | Кубок Федерации | США Не играла в финале                               | Испания Г. Леон, К. Мартинес, В. Руано, А. Санчес Викарио  | 5-0  |
| 3. | 2000 | Кубок Федерации | США Л. Дэвенпорт, Дж. Каприати, Л. Реймонд, М. Селеш | Испания К. Мартинес, В. Руано, А. Санчес Викарио, М. Серна | 5-0  |

#### Поражения (1)
| №  | Год  | Турнир          | Команда                                                                | Соперник в финале                      | Счёт в финале |
| 1. | 1991 | Кубок Федерации | США З. Гаррисон-Джексон, Дж. Каприати, Дж. Фернандес, М.-Дж. Фернандес | Испания К. Мартинес, А. Санчес Викарио | 1-2           |

## История выступлений на турнирах
| Турнир                       | 1990          | 1991          | 1992  | 1993  | 1996  | 1997          | 1998          | 1999          | 2000  | 2001          | 2002          | 2003          | 2004  | Итог   | В/П за карьеру |
| ---------------------------- | ------------- | ------------- | ----- | ----- | ----- | ------------- | ------------- | ------------- | ----- | ------------- | ------------- | ------------- | ----- | ------ | -------------- |
| Турниры Большого шлема       |               |               |       |       |       |               |               |               |       |               |               |               |       |        |                |
| Открытый чемпионат Австралии | -             | -             | 1/4   | 1/4   | -     | 1Р            | -             | 2Р            | 1/2   | П             | П             | 1Р            | -     | 2 / 8  | 28-6           |
| Открытый чемпионат Франции   | 1/2           | 4Р            | 1/4   | 1/4   | 1Р    | -             | -             | 4Р            | 1Р    | П             | 1/2           | 4Р            | 1/2   | 1 / 11 | 39-10          |
| Уимблдонский турнир          | 4Р            | 1/2           | 1/4   | 1/4   | -     | -             | 2Р            | 2Р            | 4Р    | 1/2           | 1/4           | 1/4           | 1/4   | 0 / 11 | 38-11          |
| Открытый чемпионат США       | 4Р            | 1/2           | 3Р    | 1Р    | 1Р    | 1Р            | 1Р            | 4Р            | 4Р    | 1/2           | 1/4           | 1/2           | 1/2   | 0 / 13 | 35-13          |
| Итог                         | 0 / 3         | 0 / 3         | 0 / 4 | 0 / 4 | 0 / 2 | 0 / 2         | 0 / 2         | 0 / 4         | 0 / 4 | 2 / 4         | 1 / 4         | 0 / 4         | 0 / 3 | 3 / 43 |                |
| В/П в сезоне                 | 11-3          | 13-3          | 14-4  | 12-4  | 0-2   | 0-2           | 1-2           | 8-4           | 11-4  | 24-2          | 20-3          | 12-4          | 14-3  |        | 140-40         |
| Итоговые турниры             |               |               |       |       |       |               |               |               |       |               |               |               |       |        |                |
| Итоговый турнир WTA          | 1Р            | 1/4           | 1/4   | -     | -     | -             | -             | -             | 1Р    | 1/4           | 1/2           | 1/2           | -     | 0 / 7  | 7-8            |
| Олимпийские игры             |               |               |       |       |       |               |               |               |       |               |               |               |       |        |                |
| Летняя олимпиада             | Не проводился | Не проводился | П     | НП    | -     | Не проводился | Не проводился | Не проводился | -     | Не проводился | Не проводился | Не проводился | -     | 1 / 1  | 6-0            |

## Награды
- В 2002 году Каприати получила звание «Лучший игрок из вернувшихся» от ESPN. На эту награду были также номинированы такие великие спортсмены, как баскетболист Майкл Джордан и хоккеист Марио Лемьё.
- В 2005 году «TENNIS Magazine» поместил её на 36 место в рейтинге «40 лучших теннисистов эры».
- В 2012 году Каприати стала членом Международного зала теннисной славы[15].

## Стиль игры
Каприати была одним из самых сильных игроков 1990-х годов, наряду с такими спортсменками, как Линдсей Дэвенпорт, Мари Пьерс и Моника Селеш. Её игра была построена на хорошо поставленных ударах справа, которые, при достаточной скорости, могли проводиться навылет. Когда она вернулась в 2001 году, она стала ещё быстрее и проворнее, чем ранее. Дженнифер стала отбивать «невероятные мячи». Слабыми местами Каприати считались вторая подача и резаные удары, что было особенно заметно при игре от обороны.